# Arrastão
Arrastão è una canzone scritta da Edu Lobo e Vinícius de Moraes per Elis Regina che con questa composizione vinse il premio di miglior cantante al I Festival de Música prodotto dall'emittente brasiliana TV Excelsior.